# Ivan Paunić
Ivan Paunić (serbisch-kyrillisch Иван Паунић; * 27. Januar 1987 in Belgrad, SR Serbien) ist ein serbischer Basketballspieler. Der mehrfache Jugend- und Junioren-Europameister spielte bis 2008 in seiner Heimat Serbien und Montenegro, bevor er ins Ausland wechselte und bislang in Belgien, Griechenland, Italien, Russland, der Ukraine und Kasachstan spielte. Seit der Saison 2015/16 spielt Paunić, der mit der serbischen Herrenauswahl bei der EM-Endrunde 2009 Vize-Europameister wurde, wieder in der spanischen Liga ACB, diesmal für den Verein Montakit Fuenlabrada.

## Karriere
Paunić hatte bereits als Teenager einzelne Einsätze in der Herrenmannschaft von Meister Partizan Belgrad in der höchsten nationalen Spielklasse sowie der supranationalen Adriatischen Basketballliga (ABA-Liga) absolviert, als er mit der serbisch-montenegrinischen Jugendnationalmannschaft bei der U18-EM-Endrunde 2005 vor heimischem Publikum Europameister wurde. Die Mannschaft mit Turnier-MVP Dragan Labović, Milenko Tepić und Miloš Teodosić blieb beim gesamten Turnier ungeschlagen und holte erstmals seit dem Turniergewinn 1988 und der Auflösung des alten Jugoslawiens den Titel dieser Altersklasse nach Belgrad. Zur folgenden Saison wurde Paunić an den Lokalkonkurrenten KK Mega ausgeliehen, der in jener Saison noch als Avala Ada firmierte, und spielte am Ende der Saison noch für den KK Mornar in Bar in Montenegro, was in der Zwischenzeit seine Unabhängigkeit erklärte. Mit der serbischen Junioren-Nationalmannschaft, die 2005 beim Titelgewinn der Jugendnationalmannschaft in dem seit dem Jahr 2000 bestehenden Wettbewerb der Altersklasse U20 erstmals eine Medaille gewonnen hatte, gelangen Paunić die ersten beiden Titelgewinne bei U20-EM-Endrunden 2006 und 2007. Beim Turniersieg 2006 unter anderem noch zusammen mit dem Montenegriner Nikola Peković im Finale gegen Gastgeber Türkei blieb man unbesiegt und nach der Auftaktniederlage gegen Gastgeber Slowenien gewann man 2007 die restlichen Turnierspiele. Miloš Teodosić, der als einer der wenigen Protagonisten der U18-Europameister 2005 im Vorjahr noch gefehlt hatte, wurde Turnier-MVP.
Paunić spielte zu jener Zeit bereits beim KK Vojvodina in Novi Sad, mit er nach dem ersten Platz in der Vorrunde der serbischen Liga jedoch den Einzug in die Play-offs 2007 der serbischen Meisterschaft knapp verpasst hatte. Trotzdem reichte es als fünfte serbische Mannschaft zur zweiten Qualifikation in der jungen Vereinsgeschichte für die supranationale ABA-Liga, in der man in der ABA-Liga 2007/08 auf dem neunten Platz nur knapp den Einzug in die Play-offs verpasste. Das gleiche Schicksal erlitt Vojvodina erneut in der serbischen Meisterschaft, als man als Hauptrundenfünfter die erste nicht für die Play-offs qualifizierte Mannschaft war. In der Saison 2008/09 spielte Paunić erstmals im Ausland beim belgischen Pokalsieger BASE BC aus Ostende am Ärmelkanal, der jedoch in jener Saison keinen Titel gewann und nur die EuroChallenge 2008/09 erreichte, in der die Mannschaft bereits nach der Vorrunde unter anderem gegen den späteren Titelgewinner Virtus Bologna ausschied. Mit einer jungen serbischen Herren-Nationalmannschaft, die sich bis auf Nenad Krstić und Bojan Popović auf die erfolgreichen Junioren-Auswahlmannschaften der Jahrgänge 1986 bis 1989 stützte, gewann Paunić bei der EM-Endrunde 2009 die Silbermedaille, nachdem man im Viertelfinale Titelverteidiger Russland und im Halbfinale die slowenische Auswahl, gegen die man in der Vorrunde noch verloren hatte, nach Verlängerung bezwang und ins Finale einzog. Gegen den vormaligen Vize-Europameister und olympischen Silbermedaillengewinner von 2008 Spanien verloren die Serben das Finale jedoch deutlich mit über 20 Punkten Unterschied.
In der Saison 2009/10 spielte Paunić für Aris aus Thessaloniki in der A1 Ethniki, die jedoch als Vorsaison-Dritter nur den siebten Platz belegten und in der ersten Play-off-Runde gegen Vizemeister Olympiakos Piräus ausschieden. Im Eurocup 2009/10 wurde die Mannschaft jedoch in der Vorrunde Gruppensieger und konnte sich in der Zwischenrunde zusammen mit dem späteren Finalisten Alba Berlin aus Deutschland knapp für die K.-o.-Spiele ab dem Viertelfinale qualifizieren. Im Viertelfinale verlor man jedoch beide Spiele gegen den späteren Titelgewinner Power Electronics Valencia BC. Bei der WM-Endrunde 2010 gewann die serbische Auswahl trotz einer knappen Niederlage nach Verlängerung gegen die deutsche Auswahl ihre Vorrundengruppe und konnte im Viertelfinale Europameister Spanien knapp mit drei Punkten Unterschied bezwingen. Nachdem man das Halbfinale gegen Gastgeber Türkei knapp mit einem Punkt Unterschied in den Schlusssekunden verloren hatte, verlor die Auswahl dann jedoch auch das „kleine Finale“ um die Bronzemedaille gegen Litauen vergleichsweise deutlich mit 86:99. Die folgenden beiden Spielzeiten spielte Paunić in Russland beim Klub aus Nischni Nowgorod. Mit diesem Verein erreichte er in der neuen russischen Profiliga PBL keine vorderen Platzierungen und schied im internationalen Vereinswettbewerb EuroChallenge eher früh aus. Auch mit der serbischen Nationalmannschaft reichte es bei der EM-Endrunde 2011 nur zum achten Platz, nachdem die Mannschaft nach vier Auftaktsiegen unter anderem gegen Deutschland nur noch das Zwischenrundenspiel gegen Vizeweltmeister Türkei knapp gewann und alle sonstigen Turnierspiele verlor. Nachdem BK Nischni Nowgorod in der Zwischenrunde der EuroChallenge 2011/12 nur noch ein Spiel gewonnen hatte und am späteren Titelgewinner Beşiktaş JK Milangaz und den in der Zwischenrunde ungeschlagenen Baloncesto Fuenlabrada gescheitert war, wechselte Paunić zum Saisonende Ende April 2012 in die Lega Basket Serie A zum Traditionsverein Virtus aus Bologna. Die in jener Saison als Canadian Solar firmierende Mannschaft schied jedoch als Hauptrundenfünfter in der ersten Play-off-Runde um die italienische Meisterschaft ohne eigenen Sieg gegen Banco di Sardegna Sassari aus. Bei der erfolgreichen, wenn auch knappen EM-Qualifikation im Sommer 2012 bestritt Paunić seine vorerst letzten Einsätze für die serbische Herrenauswahl.
In der Saison 2012/13 spielte Paunić zunächst für Asowmasch aus Mariupol in der Basketball Superliga Ukraine sowie der supranationalen VTB United League 2012/13, wechselte aber noch vor Jahresende erstmals in die spanische Liga ACB zu Lagun Aro GBC aus San Sebastián im Baskenland. Paunić konnte jedoch nicht verhindern, dass der vormalige Play-off-Teilnehmer am Saisonende als Vorletzter einen sportlichen Abstiegsplatz belegte. Zwar konnte der GBC wegen fehlender Lizenzierung der Aufsteiger den Abstieg letztlich vermeiden, doch Paunić wechselte zur folgenden Saison innerhalb der Liga zum Klub aus Fuenlabrada, der am Saisonende als Viertletzter erneut den Klassenerhalt sicherstellen konnte. Zur Saison 2014/15 kehrte Paunić zunächst in die United League zurück, als er für den kasachischen Meister aus Astana spielte. Erneut im Dezember verließ er diesen Klub und wechselte in die montenegrinische Hauptstadt Podgorica zum KK Budućnost, mit dem er im Eurocup 2014/15 in der zweiten Gruppenphase der besten 32 Mannschaften in sechs Spielen jedoch nur noch ein Spiel gewann. In den erstmals ausgetragenen Play-offs der ABA-Liga 2014/15 verlor der Hauptrundenzweite und montenegrinische Double-Gewinner jedoch in der Halbfinalserie nach zwei Auftaktsiegen die folgenden drei Spiele gegen den kroatischen Verein KK Cedevita und schied aus. Zwar konnte Budućnost das nationale Double verteidigen, doch Paunić ging zur folgenden Saison 2015/16 zurück in die Liga ACB nach Fuenlabrada. Zusammen mit unter anderem seinen Mannschaftskameraden Jonathan Tabu und Marko Popović belegt Paunić nach mehr als der Hälfte der Saison einen Play-off-Platz, den der Verein zuletzt 2011 erreicht hat.